# Белорусская гравюра
Белорусская гравюра ― вид искусства, возникший в Беларуси в начале XVI века. В истории искусства появление гравюры связывают с ремёслами, где использовались приёмы гравировки.

## Белорусская гравюра XVI века

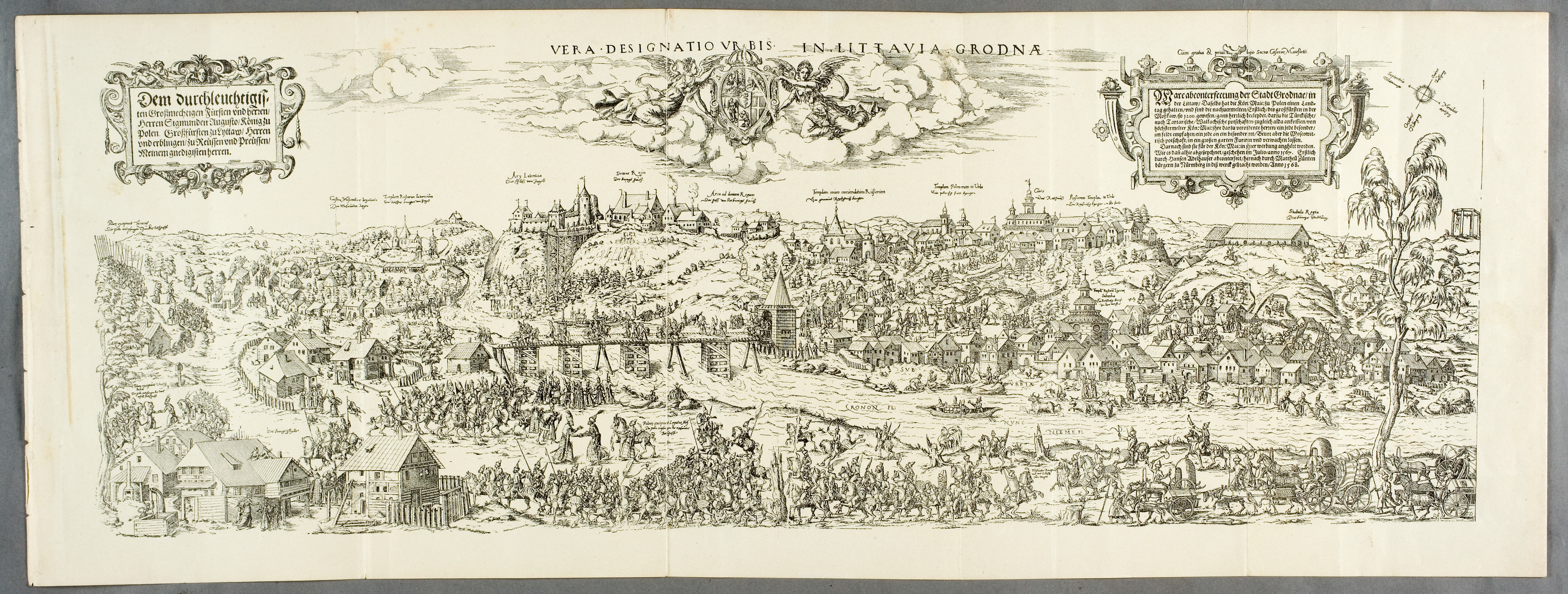
Гравюра Матиаса Цюндта. Гродно. 1658

В 1517 году началась издательская деятельность Франциска Скорины, выпустившего 23 книги Библии (1517—1519 годы), «Малую подорожную книжицу» (1522) и «Апостол» (1525).
Каждая его книга открывается титульным листом с гравюрой и заголовком, завершается коротким послесловием, в котором сообщается кем, для кого и где она издана. Всего в скориновских книгах содержится 52 гравюры, тысячи инициалов, много других, выполненных на высоком художественном уровне элементов книжной отделки. В двух книгах («Иисус Сирахов» и 4-й книге «Царств») он поместил свой гравюрный портрет. Многие гравюры и заставки снабжены личным знаком-сигнетом Скорины, своеобразным гербом — помещёнными на щите изображениями солнца и лунного серпа с человеческими лицами. По художественным особенностям гравюры Скорины делятся на 3 вида: гравюра-портрет, сюжетно-тематическая (титульная) ксилография и предметно-познавательные иллюстрации прикладного характера.
Об авторстве гравюр в книгах Скорины искусствоведы отзываются неоднозначно. Так, Д. А. Ровинский, В. В. Стасов, П. В. Владимиров, И. П. Каратаев и Н. Н. Щекотихин допускают, что часть их выполнена немецкими и чешскими мастерами. Но В. Ф. Шматов, Л. Т. Борозна, О. М. Шутова и другие белорусские исследователи считают, что автор гравюр только Скорина. Исключение могут составлять гравюры «Водокрещение» и «Диспут в храме», выполненные в другой манере.

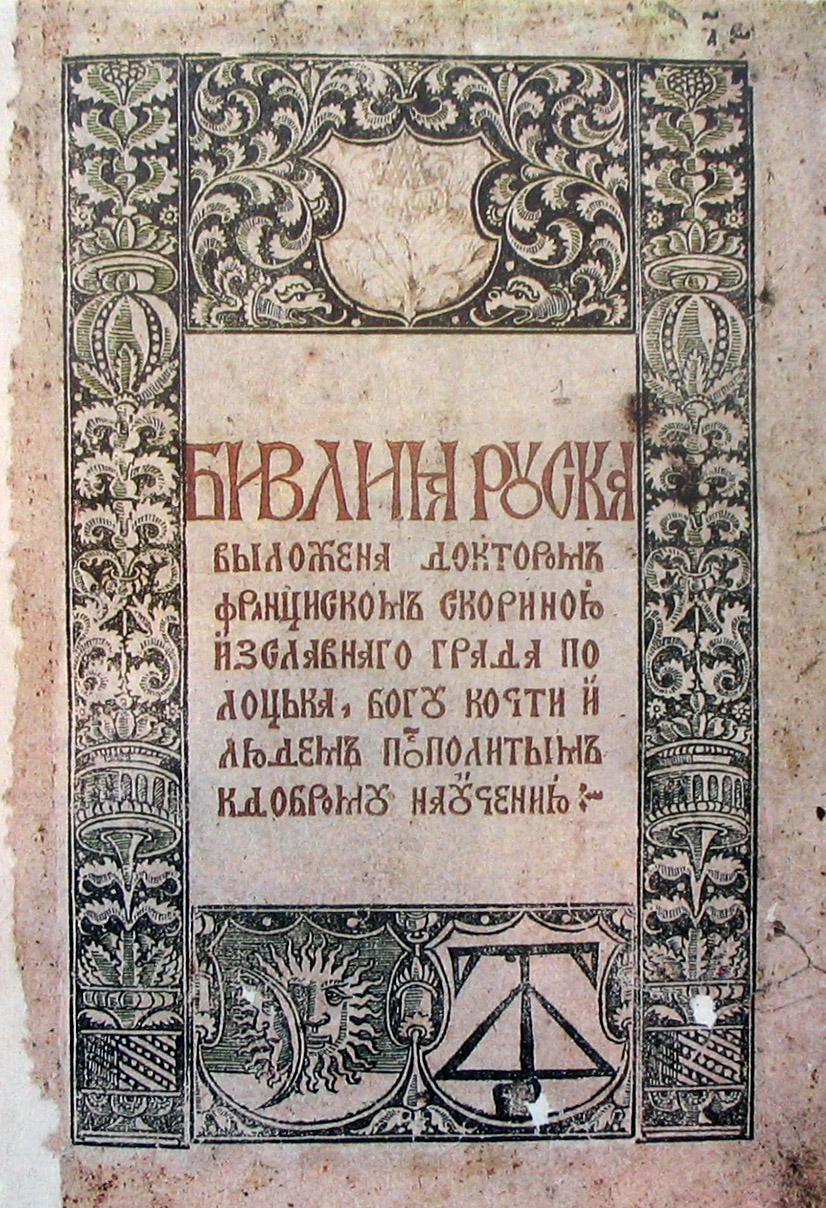
«Библия руска» Скорины

Сравнивая ксилографии книг Скорины с лучшими венецианскими гравюрами эпохи Возрождения, В. В. Стасов отмечал, что «та утончённость рисунка, то мастерство гравюры, которые на короткое время промелькнули в изданиях венецианских и скориновских, никогда больше уже не повторялись ни в одном издании церковнославянской печати на протяжении всей второй половины XVI ― всего XVII и первой половины XVIII веков».
Со временем в книгах появляются гравюры-портреты: Боны Сфорца, Сигизмунда I (Decius I. L. De vetustatibus Polonorum liber I. De Jagellonum familia liber II. De Sigismundi regis temporibus liber III. Cracoviae, 1521); в издании А. Гваньини «Sarmatiae Europeae descriptio» (Spirae, 1581) ― портреты великих князей литовских Тройдена, Витеня, Миндовга, Ягайло, Гедимина, Витовта, Ольгерда, Свидригайло, Александра Ягеллончика. В книге Яна Островского (секретаря брестского референдария Яна Фредерика Сапеги) ― «Suada latina» ― опубликован портрет Сапеги. В книге Николая Радзивилла Сиротки «Паломничество в Святую землю» (1601) есть портрет автора ― ксилография Томаша Третера.

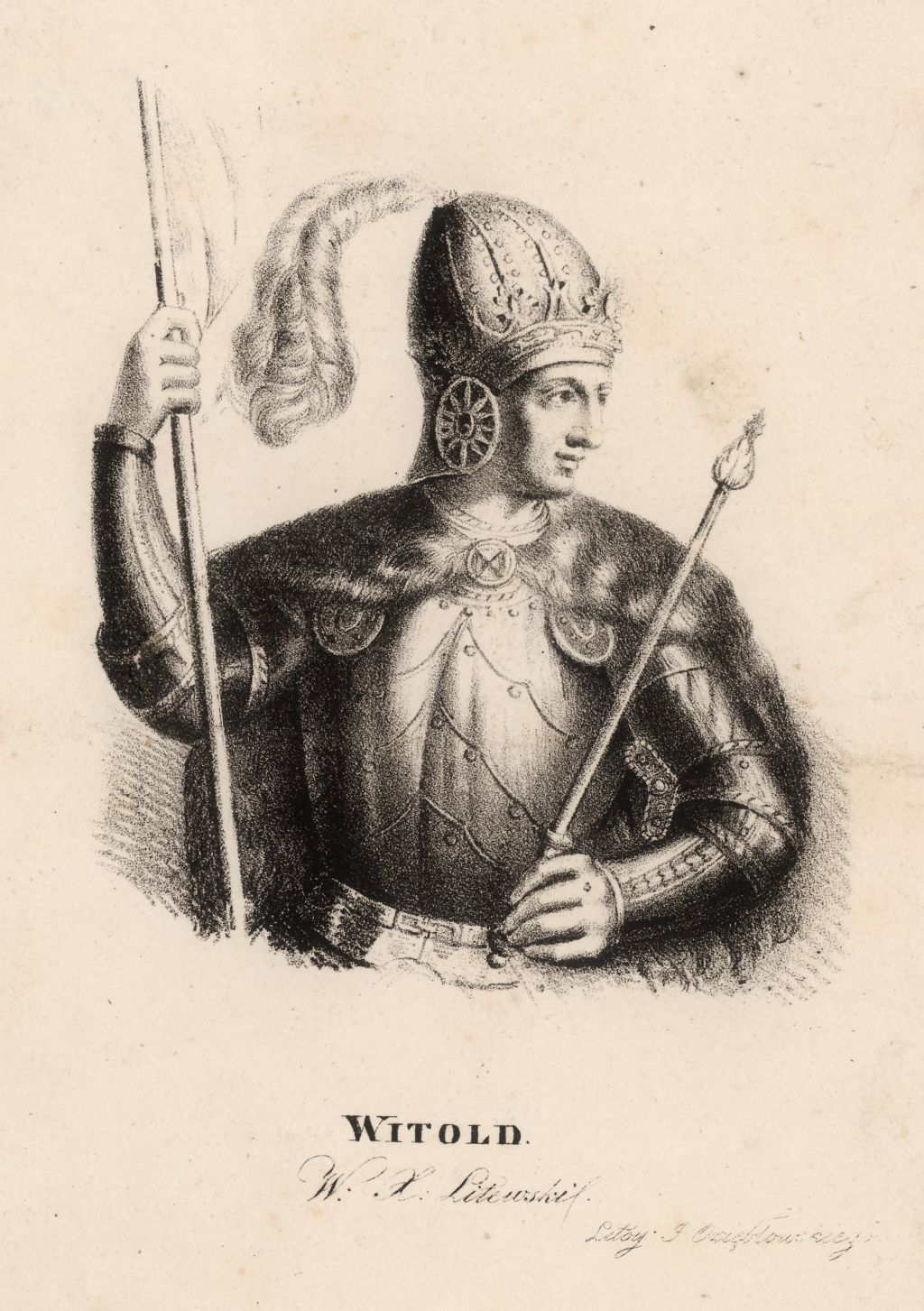
Ю. Озембловский. Витовт

В 1919 году белорусский библиограф Ромуальд Земкевич в журнале «Белорусская жизнь» впервые опубликовал портрет-гравюру Василя Тяпинского 1576 года, найденную в библиотеке Святополк-Завадских в Крошине.
В 1579 году итальянский мастер Дж. Кавалерис изготовил резцовую гравюру по рисункам писаря коронной канцелярии С. Похоловецкого ― «Карту Полоцкой земли» и «План Полоцка». Немецкий гравёр Матиас Цюндт ― автор гравюры на меди «Вид Гродно с выездом во время сейма при Сигизмунде Августе» (1568) по рисунку Ганса Адельгаузера (нем. Johannes Adelhauser).
В конце XVI века гравюра на меди начала применяться в книжной иллюстрации. Значительный вклад в развитие белорусской резцовой гравюры внёс несвижский мастер Томаш Маковский ― гравёр, печатник и картограф. Его первая известная гравюра датирована 1601 годом (титульный лист к «Паломничеству» князя Радзивилла Сиротки). Именно Маковским был осуществлён один из ранних опытов станковой гравюры: титульный лист книги Иеронима Бильдикевича «Divittutelaris patrii Casimiri…» (1610). Маковский известен также как создатель панорамной карты Вильно и гравюр городов Великого княжества Литовского. В виленской панораме город воспринимается как развёртка, силуэт, повторяющий форму рельефа.

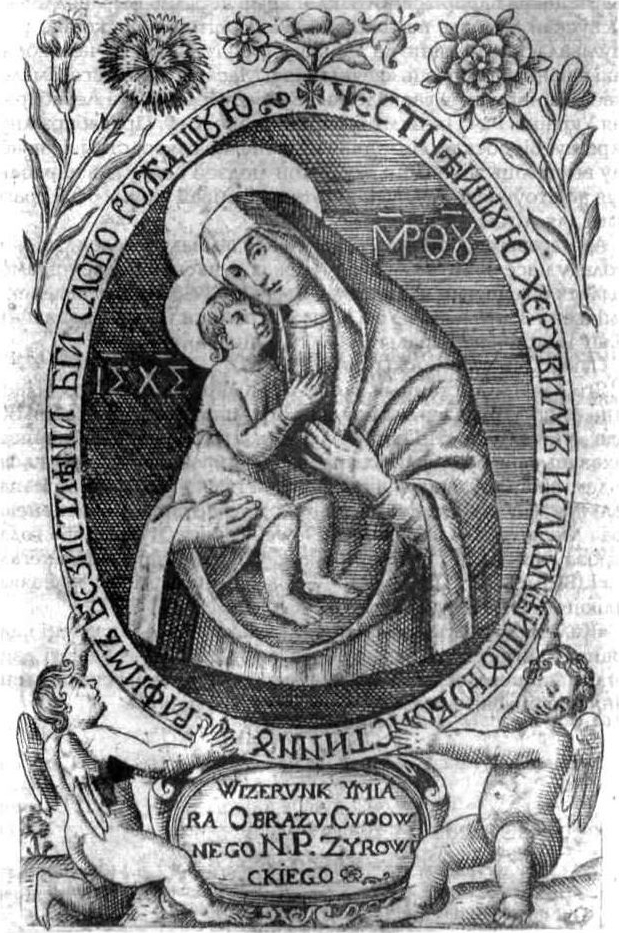
Л. Тарасевич. Матерь Божия Жировицкая. 1862

Наравне с книжной гравюрой, в XVI―XVIII веках значительного развития достигла станковая гравюра на дереве (портрет, пейзаж, гравюра-тезис, лубок). В начале 1520-х годов сложилась виленская школа гравюры (термин введён В. В. Стасовым). Школа дала начало развитию гравюры на всех восточнославянских землях. Основные виды гравюры школы ― дереворит (в изданиях кириллицей) и медерит (в латино-польских книгах). Превалировала книжная гравюра: портрет, иллюстрация, фронтиспис, заставки, концовки, геральдические изображения, инициалы. Почти все деревориты XVI века анонимны, медериты XVII века подписаны. Несомненно художественное качество титульных листов «Трибунала» (1586), «Статута Великого княжества Литовского» (1588), «Устава» (1617), «Грамматики» (1621), «Евангелия» (1644). Первые постраничные иллюстрации появились в «Часослове» (1617), изданном типографией Мамоничей. Гравюра на меди широко использовалась в светской литературе, выпускаемой Виленской академией, в гравюре появились перспектива и объём в изображении предметов. Для академии работали Александр Тарасевич («Розариум» (1672), Леонтий Тарасевич, Иннокентий Щирский, западные гравёры Конрад Гётке, Д. Пельцельд, Т. Шнопс, Л. Вилатц. Конрад Гётке ― автор титульных листов, 9 портретов Кишек, отдельных портретов рода Ходкевичей и Тышкевичей.

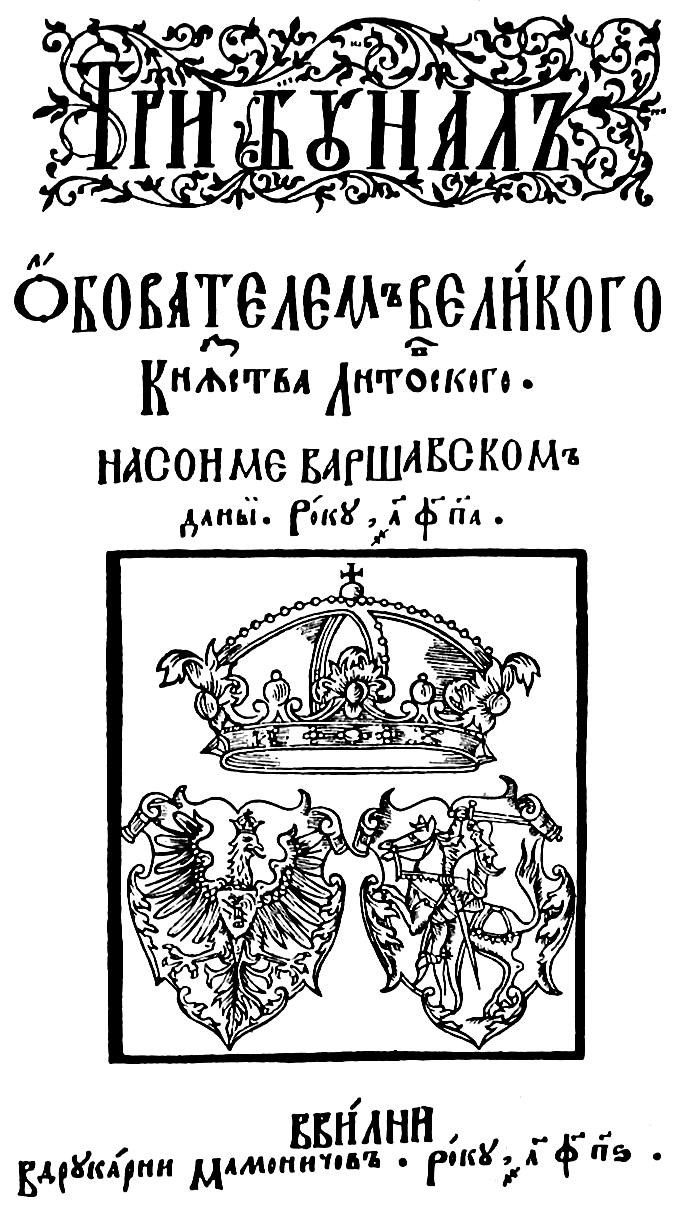
«Трибунал обывателям Великого княжества Литовского» (1586)

Около 1570 года началась самостоятельная издательская деятельность Петра Мстиславца, переехавшего из Заблудува в Вильно. У Мамоничей он издал три книги: Евангелие напрестольное (1575), Псалтырь (1576) и Часослов (1576). Как и скорининские, гравюры в книгах выполнены в стиле готики и Возрождения. В вытянутости, условности фигур, в изгибах форм, в тревожном непокое складок и орнаментики чувствуется влияние маньеризма. А. А. Сидоров считал, что Мстиславец только делал рисунки для гравюр, а резали их некие гравёры-иноземцы. Но по материалам суда Мстиславца с Мамоничами видно, что именно он был резчиком.

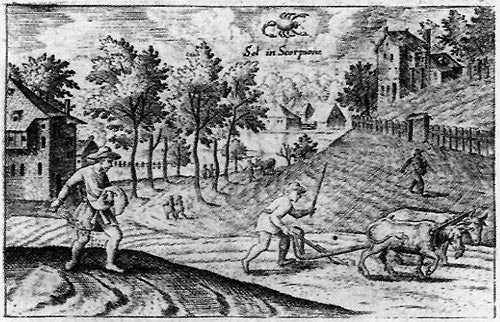
А. Тарасевич. Октябрь (из книги «Rosarium…»)

Полиграфическо-издательская деятельность Мстиславца оказала заметное влияние на позднейшее белорусское, русское и украинское книгоиздание. Как отмечает А. Некрасов, «в гравюре Беларуси в конце XVI века установился созданный Петром Мстиславцем оригинальный белорусский декоративный стиль…». Технику Мстиславца освоили печатники Вильно, Киева, Львова, Могилёва, Чернигова, Кутейны.

## Белорусская гравюра XVII века
В начале XVII века, когда медерит получил в Великом княжестве Литовском достаточное распространение, издаётся «Панегирик братьев Скарульских» (1604), а в 1621 году — серия эмблематических ксилографий Томаша Маковского. Ксилографии были созданы для панегирика Яну Ходкевичу по случаю закладки первого камня в фундамент костёла в жмудских Крожах. Традиционный 5-частный боевой щит заключён в овальную рамку с гравированным текстом: «Ян Кароль Хадкевич виленский воевода, гетман ВКЛ, Ливонский губернатор, граф на Шклове, Мыши и Быхове». Подобные надписи делались на рамках вокруг портрета. У гербов гравировались по бокам инициалы владельца. На первом дереворите Ходкевич представлен преклонённым пред иконой Богородицы в окружении ангелов-стражников с мечами. На заднем плане костёл и постройки, обнесённые стеной. В верхнем левом углу гравюры ходкевичский грифон палит ядрами из пушек в турецкий полумесяц. Медерит активно использовал начинавший свою деятельность в Беларуси Леонтий Тарасевич: портреты подстолия ошмянского Георгия Земли, К. С. Радзивилла, смоленского епископа Богуслава Корвин-Гонсевского (конец 1690-х), гравюра с изображением иконы Матери Божией Жировицкой (Вильно, 1682). В книге виленского профессора теологии Яна Древса «Methodus peregrinationis menstruae Mariana» (1684) о 12 чудотворных иконах Речи Посполитой помещены гравюры Л. Тарасевича. Александр Тарасевич создал медеритный портрет (1685) слуцкого управляющего Яна Казимира Кшиштофа Клокоцкого. Среди иконографии Иосафата Кунцевича есть портрет-гравюра (1670-е годы) А. Тарасевича.
Традиции виленской школы продолжила кутеинская школа гравюры на базе кутеинской печатни (1630―1654) при Оршанском Богоявленском Кутеинском монастыре. Под руководством уроженца Могилёвщины Спиридона Соболя издавались преимущественно литургические, морально-поучительные и учебные книги. Особенность кутеинской школы ― светский, жанровый характер иллюстрированных сцен. Оригинальность трактовки, индивидуальность присуща гравюрам с изображением святых. Среди гравёров кутеинской школы известны М. Антушкевич, М. Чернявский, Я. Стрельбицкий.
Традиции кутеинской школы продолжила Могилёвская школа гравюры (1616―1773), возникшая при печатне Могилёвского богоявленского братства. Книги имели титульные листы, были украшены заставками, инициалами, концовками. Все гравюры выполнены в стиле так называемого могилёвского барокко ― соединение местных художественных традиций с чертами западноевропейского барокко и византийского искусства. Характерными чертами могилёвской школы являются лаконичная линеарная, пластично выразительная гравировка, простота композиционного построения, отсутствие подробных деталей, преимущество фигур над архитектурным фоном. Особой декоративностью выделялся титульный лист: вокруг традиционной брамы на фоне растительного орнамента размещались медальон, картуши с изображениями святых, религиозные сюжеты.

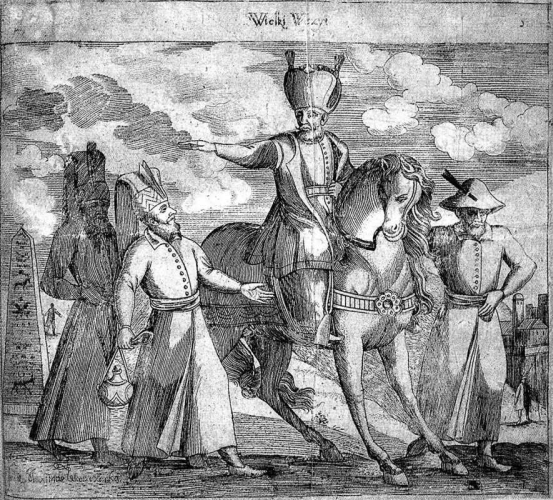
«Монархия турецкая…»

Максим Вощанка первым в белорусском кириллическом книгопечатании стал использовать гравюру на меди. Исследователи отмечают как явление в гравюре XVII века его медериты к книге «Монархия Турецкая, описанная Рыко» (1678) ― цикл светских гравюр с детальным изображением оружия, военного снаряжения, одежды, животных и пр. Это образцовые копии гравюр французских гравёров С. Леклерка, Н. Кашина для парижского издания 1670 года. Разносторонность штриховки подчёркивает объёмы предметов. Жанровый характер имеют и 23 гравюры М. Вощанки к «Акафистам и канонам» (1693). Деревориты Василя Вощанки отличаются пластичностью фигур, утончённостью штриховки и резьбы («Диоптра» (1698), «Перла многоценное» (1699), «Небо новое» И. Галятовского (1699), «Книги житий святых» (1702) Дмитрия Ростовского, «Антиминс» (1708). На титульном листе «Книги житий святых» ― одно из первых в религиозной книге изображение реалистического могилёвского городского пейзажа. Известны три антиминса В. Вощанки: оттиски на полотне с гравированной медной доски, сделанные в могилёвской печатне (1694, 1708, 1723). Фёдор Ангилейка ― автор гравюр в книгах «Ирмолой сиречь Осмогласник» (1700) Иоанна Дамаскина, «Часослов сиречь Последование службы» (1703).

## Белорусская гравюра XVIII века

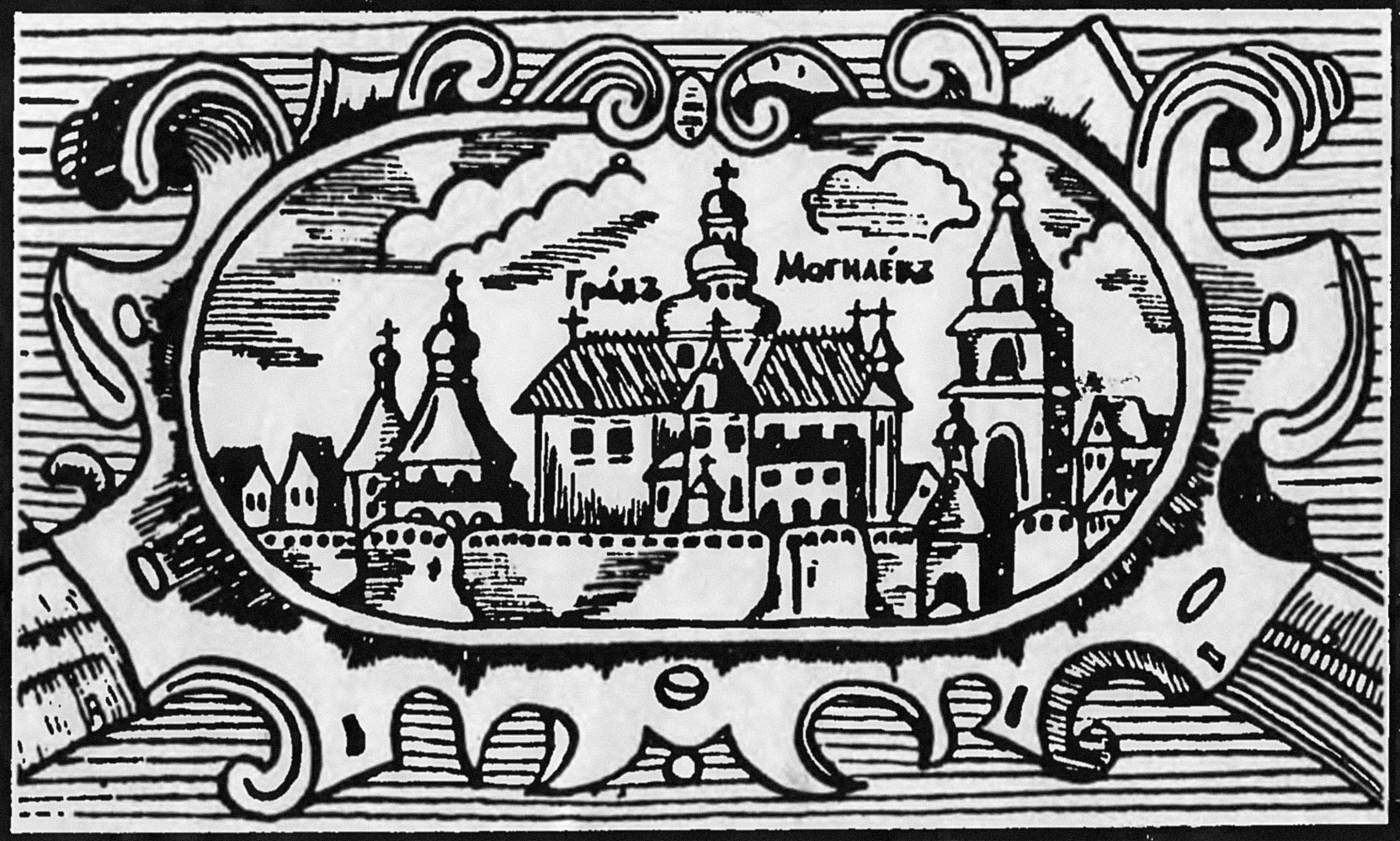
Гравюра В. Вощанки «Градъ Могилевъ»

В 1747 году гравёр Гирш Лейбович подписал с Михаилом Казимиром Рыбонькой договор на создание 90 портретов рода Радзивиллов. 165 гравюр на меди вошли в изданный несвижский альбом (1758).

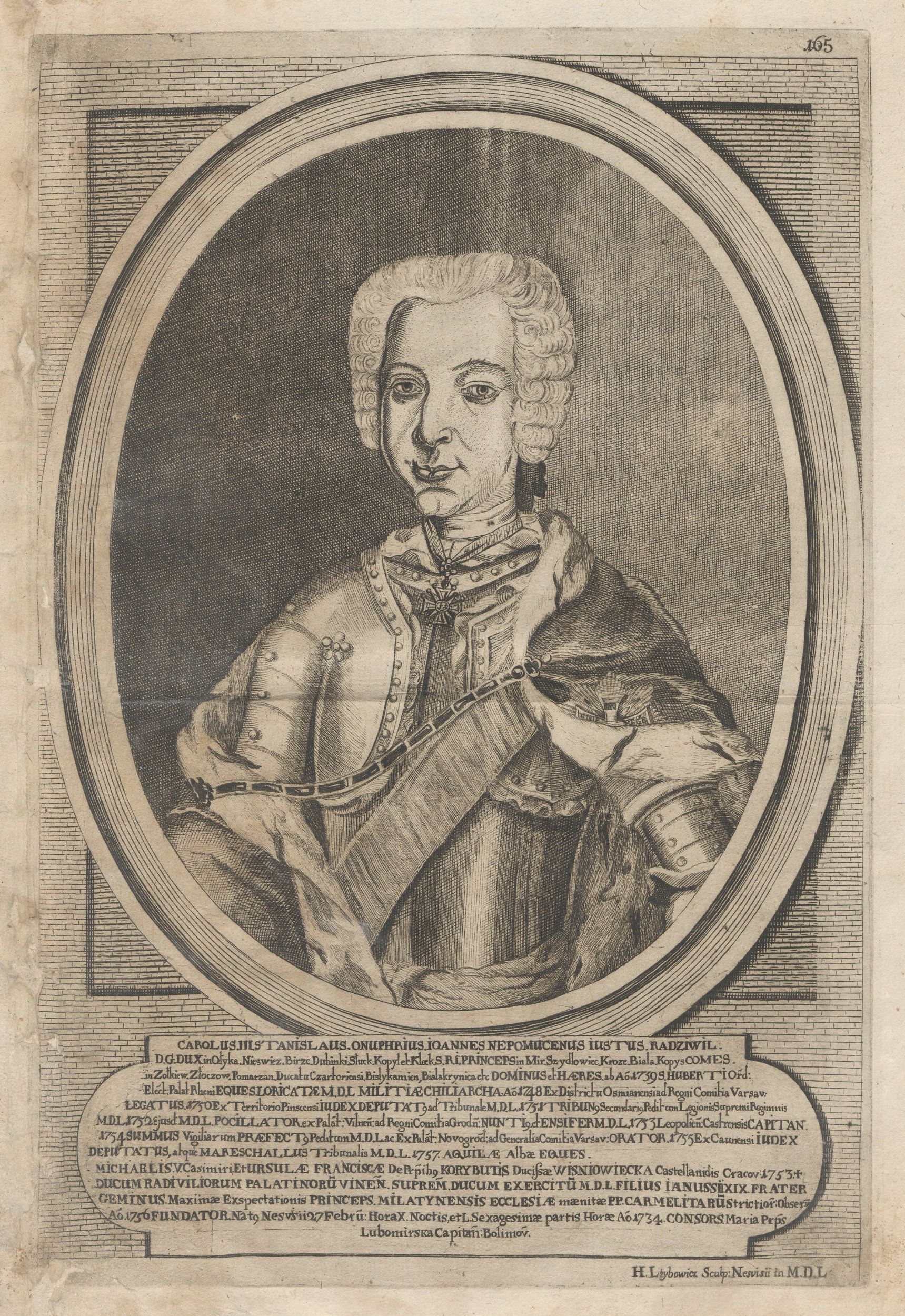
К. С. Радзивилл пане Коханку

В 1950 году около сотни портретов Радзивиллов из несвижской галереи решением Совета Министров БССР переданы Польше. В Белорусском национальном художественном музее имеется 38 портретов Радзивиллов. В 2017 году там прошла выставка «Радзивиллы: судьба страны и рода», где, наряду с живописными, были представлены и портреты-гравюры из собрания музея и частной коллекции Матея Радзивилла из Варшавы: 14 князей из рода Радзивиллов, Мария Радзивилл, Луиза Радзивилл Гогенцоллерн, Людвика Каролина Радзивилл и гравюра «Въезд Януша Радзивилла в Вильно в 1653 году».

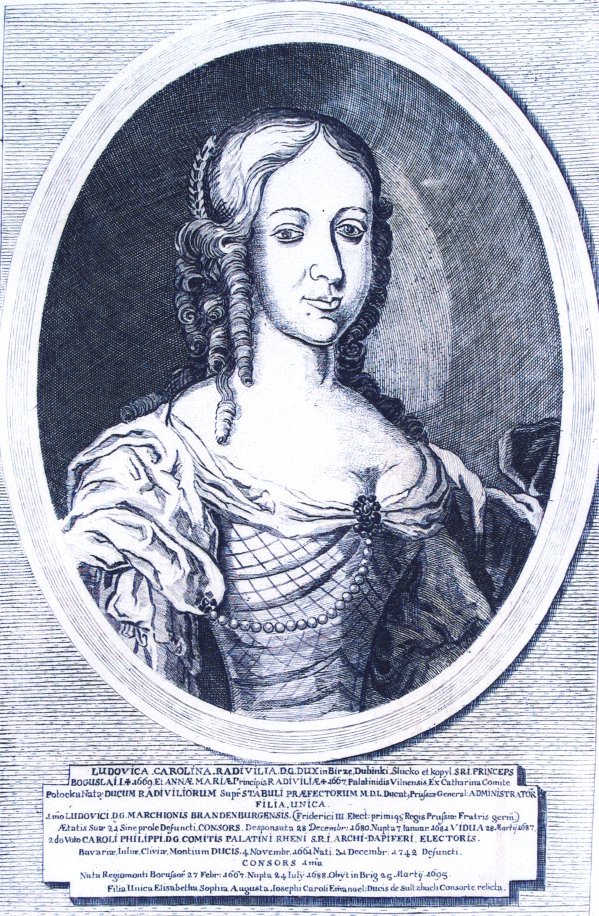
Людвика Каролина Радзивилл

В XVIII веке получила некоторое распространение станковая ксилография, представленная сюжетными композициями, портретами, гравировавшимися в Вильно, Гродно и Несвиже. Появился народный лубок (деревориты Павла Комара (1740-е) и др.). Сохранился народный древорит «Матерь Божия кармелитов на Песку» П. Комара.

## Белорусская гравюра XIX века

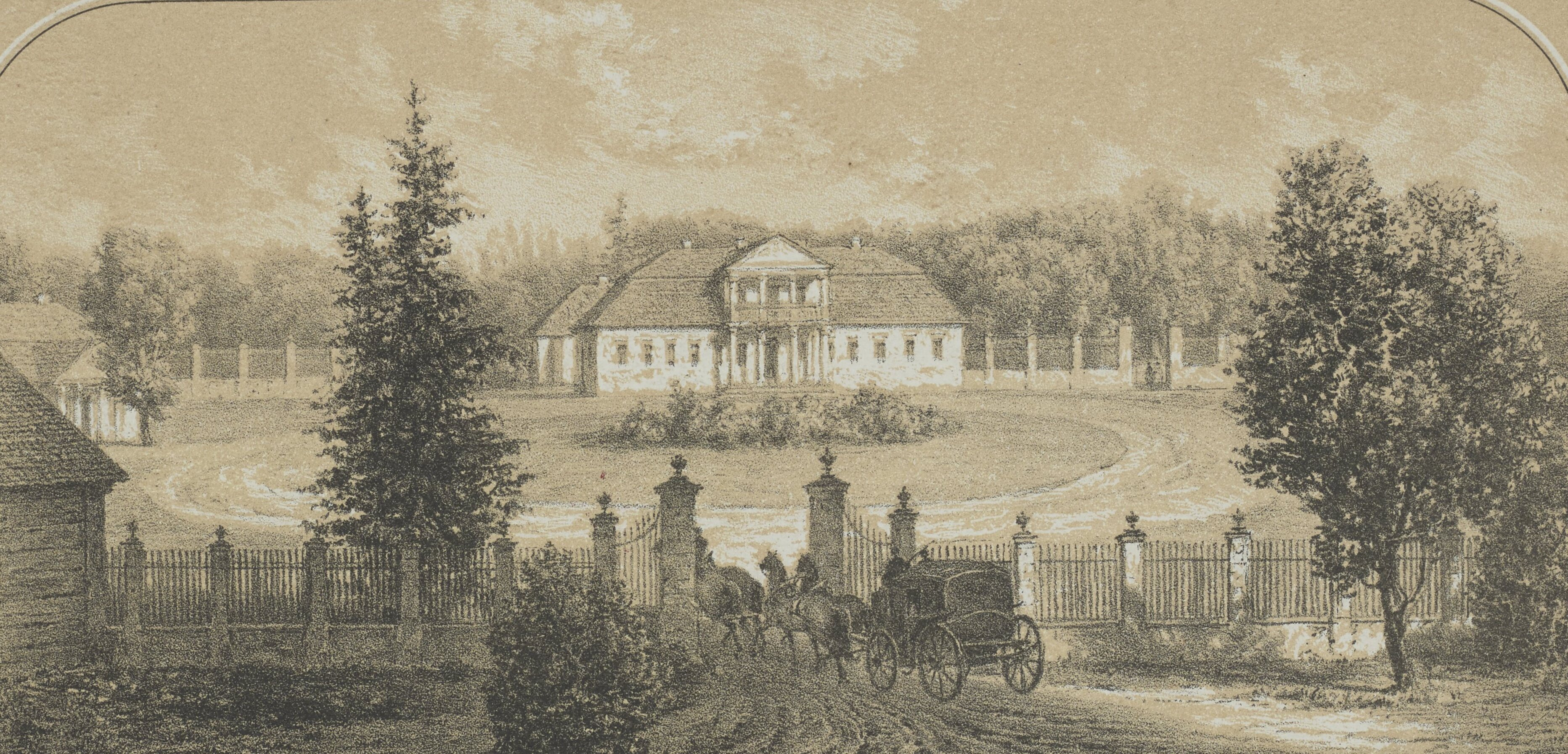
Н. Орда. Усадьба Н. Орды в Варвацевичах

Хотя в Виленском университете гравюра пользовалась меньшей популярностью, чем живопись, тем не менее, здесь открылись кафедра графики, руководимая профессором Изидором Вейсом, хорошо владевшим техникой металлогравюры, и литографская мастерская (1819) под началом Яна Рустема. Вейс ― автор ряда портретов, иллюстраций к книге Иеронима Стройновского «Nauka prawa przyrodzonego, politycznego, ekonomiki polityczney i prawa narodów» (1805). После Вейса кафедрой заведовал англичанин Джозеф Сандерс, до этого бывший гравёром Эрмитажа. Он читал лекции по истории и технике гравюры, собрал коллекцию гравюр для учебного процесса. Сам он в ту пору занимался репродукционной гравюрой, переводя в неё живописные портреты Я. Рустема. Особенности его графического почерка проявились в иллюстрациях к сказкам «Тысяча и одна ночь».
Одним из успешных учеников Сандерса стал уроженец Оршанщины Михал Падалинский, автор офортов, портретов профессоров университета, портрета канцлера ВКЛ Льва Сапеги, сделанного по живописному портрету XVII века. Интересны его иллюстрации к «Истории царствования Сигизмунда III» Ю. Немцевича. Другой ученик Теофил Кислинг, впоследствии преподаватель рисования в витебской гимназии, создал ряд сатирических офортов, показывающих быт шляхты. Они напоминают созданные значительно позже сатирические иллюстрации А. Агина. Из исторических гравюр Кислинга исследователи выделяют: «Встреча Александра I с Наполеоном в 1807 году», «Граф Ян Понятовский на коне», «Королева Франции Мария Луиза». Минчанин Ян Клембовский ― автор портретов профессоров университета.
Постепенно интерес к резцовой гравюре ослабел. Ей на смену пришла литография. В Вильно начали работать несколько литографских мастерских, из которых выделялась мастерская художника Юзефа Озембловского, известного своими работами, в частности портретами-гравюрами великого князя Ольгерда, Сигизмунда II Августа, литографией «Славянский невольник» и др. Первым белорусским литографом, скорее всего, является Винцент Славецкий, обучавшийся этой технике в Петербургской Академии художеств. Появились литографии не только портретные, но и пейзажные, архитектурные, бытовые. Создавали их и по акварелям и рисункам М. Кулеши, К. Русецкого, Я. Дамеля, К. Бахматовича, М. Андриолли, А. Гротгера, Т. Дмоховского, М.Микешина.

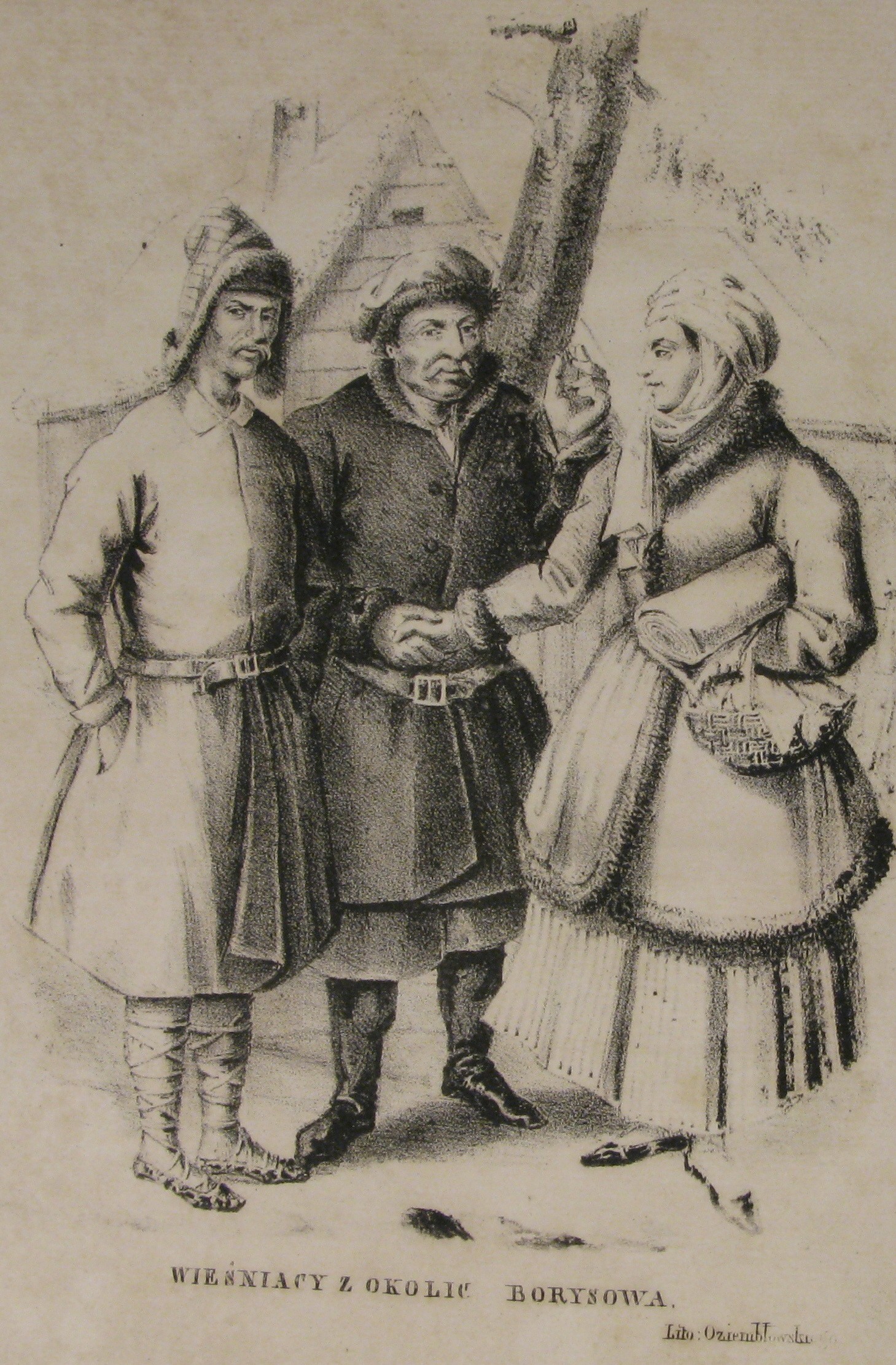
Ю. Озембловский. Крестьяне окрестностей Борисова

Историческую и художественную ценность имеют «портреты» городов Наполеона Орды, создавшего большую серию рисунков и акварелей белорусских городов, на основе которой варшавский художник А. Мисурович в 1873―1883 годы исполнил 260 литографий.
По инициативе могилёвского губернатора А. С. Дембовецкого в 1882―1884 годы вышла книга «Опыт описания Могилевской губернии в историческом, физико-географическом, этнографическом, промышленном, сельско-хозяйственном, лесном, учебном, медицинском и статистическом отношениях, с двумя картами губернии и 17 резными на дереве гравюрами видов и типов».

## Белорусская гравюра XX века

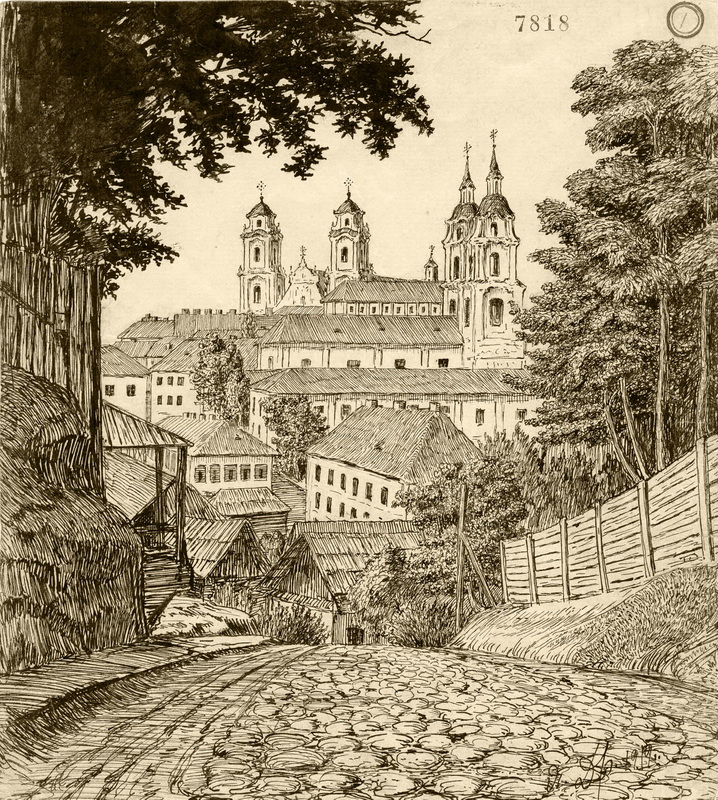
Я. Дроздович. Троицкая гора в Минске, 1919

В начале XX века белорусские художники вернулись к технике гравюры. Уже на сентябрьской минской выставке 1921 года были представлены почти все виды графического искусства: линогравюра, ксилография, офорт, литография. В конце 1919 года в Гомеле организована художественная студия им. А. Врубеля, руководимая графиком А. Быховским. Приоритет в студии отдавался линогравюре. Из линолеума делали печатные формы для агитационных плакатов. В 1920―1940-е годы в линогравюре работали И. Гембицкий, А. Астапович, Г. Змудинский, Н. Тарасиков, А. Тычина, С. Юдовин, Я. Горид, П. Сергиевич, Михась Севрук, В. Соколов, Я. Дроздович, А. Ахола-Вало, Г. Кликушин. На Всебелорусской художественной выставке 1925 года были показаны линогравюры А. Тычины и А. Вало. В графике 1940-х―1950-х годов линогравюра, сначала цветная, а позже чёрная, главенствовала в выставках и лишь во второй половине 1960-х годов почти исчезла, уступив офорту.
Определённого развития достигла станковая ксилография: работы С. Юдовина (еврейский быт, пейзажи Витебска), Е. Минина (пейзажи Витебска, портреты, экслибрисы).

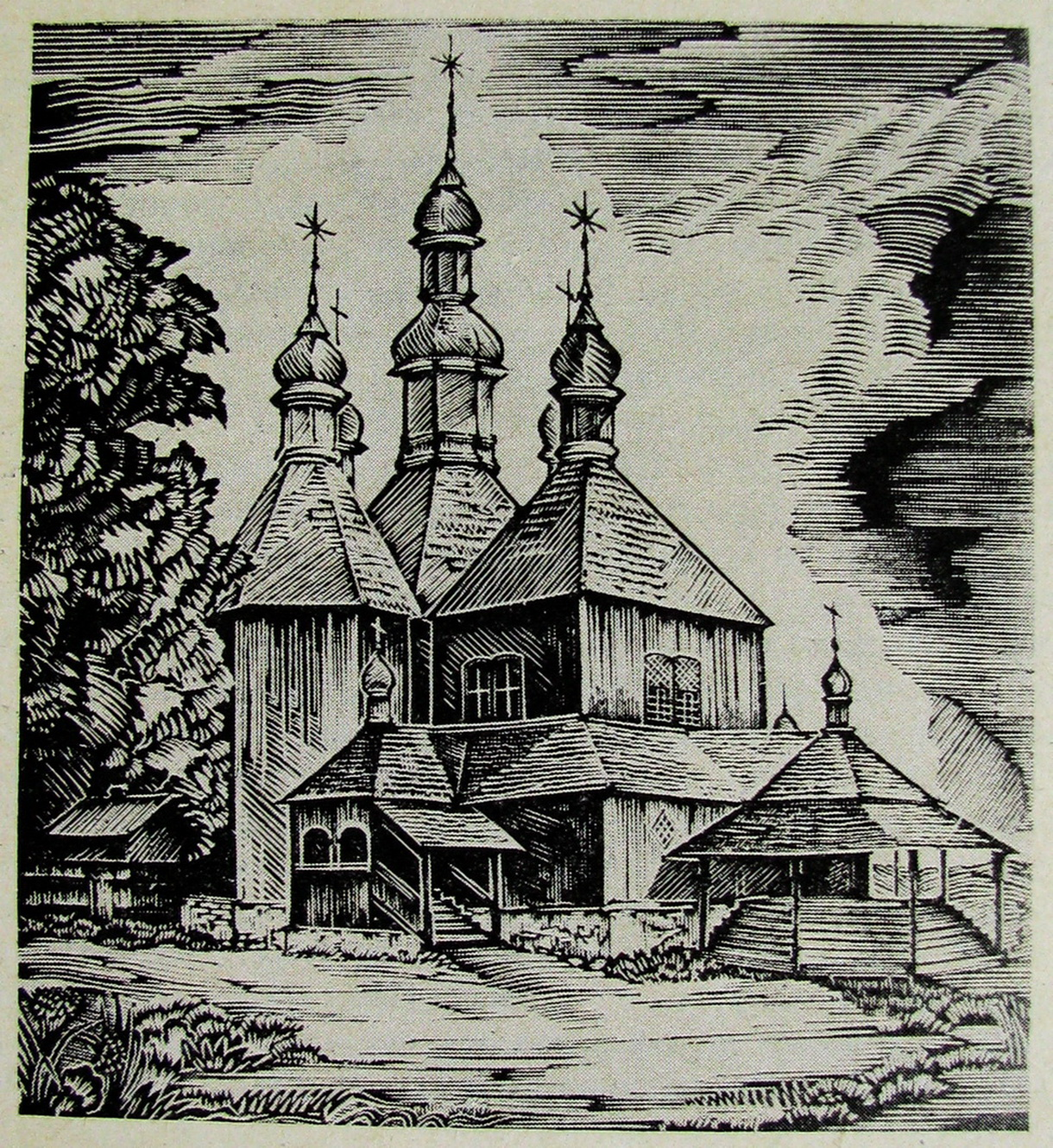
Е. Минин. Ильинская церковь в Витебске, 1927

При Витебском художественно-практическом институте открылась мастерская литографии. Литографические станковые серии, сюжетно-тематические композиции, пейзажи, портреты, иллюстрации и экслибрисы выполняли художники 1920―1940-х годов ― Я. Горид, П. Гутковский, Н. Головченко, Н. Малевич, Н. Сосновская, М. Филиппович, Ф. Фогт, М. Чураба.

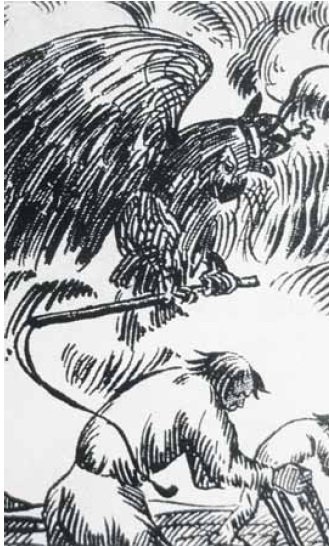
Иллюстрация к поэме Михася Чароты «Босые на пожарище»

З. Горбовец зарекомендовал себя мастером обрезной гравюры. Ряд литографий и рисунков создал в Витебске М. Добужинский.
В 1930-е годы в Витебске в разных техниках эстампа работали В.Соколов, А. Волков, Л. Ран, Л. Лейтман, М. Аксельрод и др.
Одним из первых обратились к офорту Л Ран и Б. Малкин. В послевоенное время офортом занимались П. Дурчин и С. Герус, ставший в 1952 году после окончания Вильнюсского художественного института руководителем графического отделения в Белорусском театрально-художественном институте. При Белхудфонде открылась эстампная мастерская.
После войны появилась серия линогравюр Н. Тарасикова «Великая Отечественная война» (1944), А Тычины («Взорванное депо», «Разорённый Минск»). В 1946 году в Минске состоялась первая послевоенная художественная выставка, где показывались работы А. Тычины, С. Романова, Е. Тихановича, В. Соколова, Л. Рана, И. Гембицкого, П. Дурчина.
Белорусский эстамп активно развивается с 1960-х годов. Сначала это произошло в линогравюре, затем в литографии, позже в офорте. В 1960-х годах в технике офорта работали Г. Поплавский, Л. Осецкий, Ю. Герасименко-Жизневский и другие. Особенно выделяются эстампы А. Кашкуревича. В 1970-х годах белорусский эстамп связан с именами В. Шаранговича, А. Последович, В. Савича, Н. Селещука, Е. Лось, Н. Купавы, братьев Басалыг.